# Leptodactylus chaquensis
Leptodactylus chaquensis é uma espécie de anfíbio  da família Leptodactylidae.
Pode ser encontrada nos seguintes países: Argentina, Bolívia, Brasil, Paraguai, Uruguai e possivelmente em Peru.
Os seus habitats naturais são: savanas húmidas, matagal de clima temperado, matagal árido tropical ou subtropical, matagal húmido tropical ou subtropical, campos de gramíneas de clima temperado, campos de gramíneas subtropicais ou tropicais secos de baixa altitude, campos de gramíneas de baixa altitude subtropicais ou tropicais sazonalmente húmidos ou inundados, lagos de água doce, marismas de água doce, pastagens, jardins rurais e florestas secundárias altamente degradadas.